# Dún Eochla
Dún Eochla [duːn oːxlə] ist ein Steinfort auf einem Hügel in der Mitte der Aran-Insel Inishmore im County Galway in Irland. Das Errichtungsdatum der verhältnismäßig kompletten runden Befestigung ist unbekannt, aber das Dún stammt wahrscheinlich aus der späten Eisenzeit oder dem frühen Mittelalter (550–800 n. Chr.)
Es wurde aus zwei Reihen von Mauern errichtet, die innere ist etwa fünf Meter hoch und 3,5 Meter dick. Die im Inneren der Festung angeordneten Steine stammen von der Restaurierung im 19. Jahrhundert.
Um Dún Eochla wurde ein kleiner Heritage Park errichtet, der einige charakteristische Elemente der Aran-Inseln zeigt. Dún Eochla
liegt südlich des Dorfes Eochaill, nach dem es benannt ist. Eochaill bedeutet Eibenholz. In der Nähe liegen die Reste eines Leuchtturms aus dem frühen 19. Jahrhundert. Es ist eines von sieben Steinforts auf den Aran-Inseln.

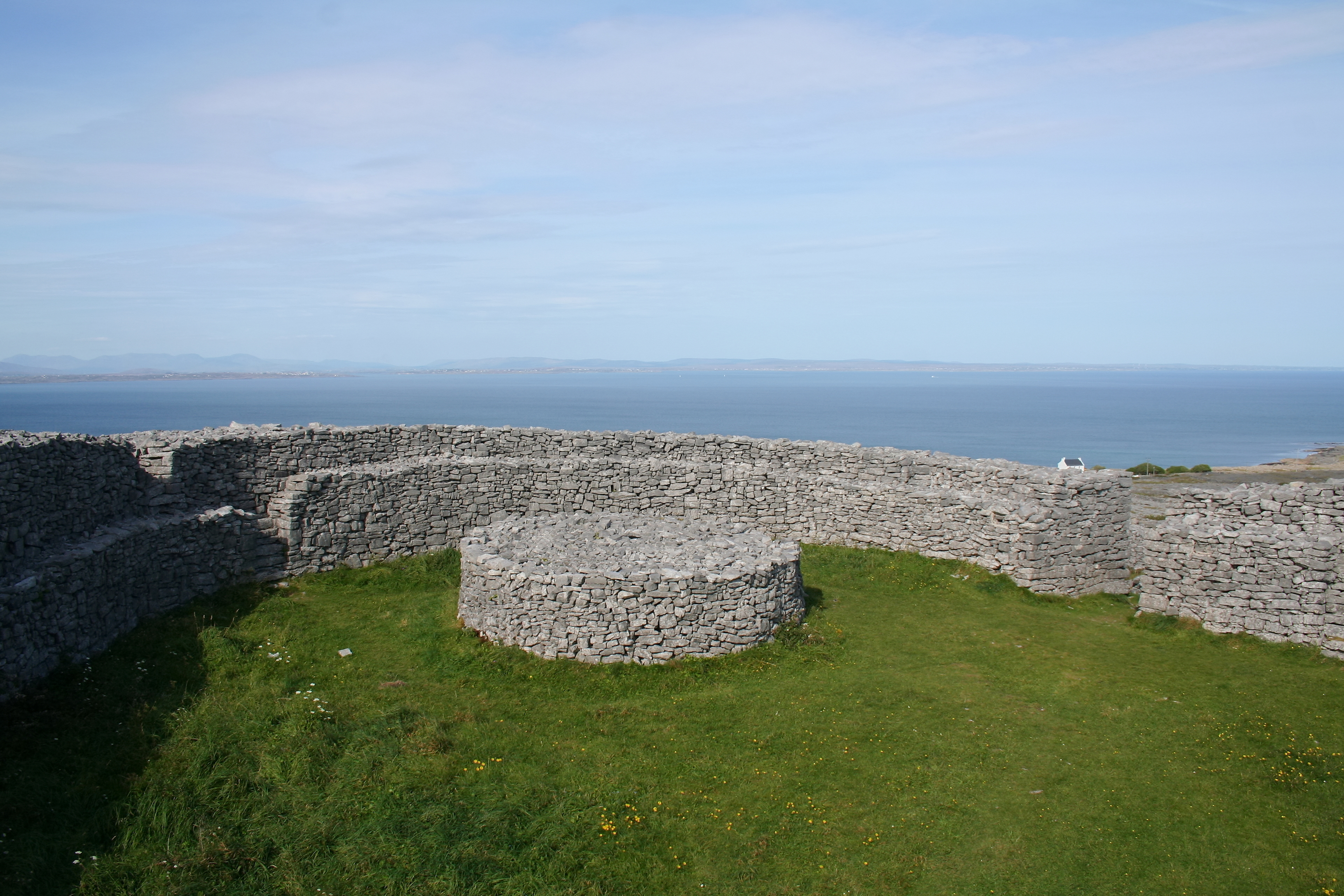
Dún Eochla – Innenraum